# Opel Frontera C
L'Opel Frontera C est un crossover citadin du constructeur automobile allemand Opel produit à partir de 2024. Elle est la 3e génération de Frontera et remplace l'Opel Crossland.

## Présentation
La 3e génération de Frontera (code interne OV24) est présentée le 14 mai 2024 à Istanbul en Turquie et commercialisée en octobre 2024.
Les deux premières générations ont été produites entre 1991 et 2004 par General Motors. Opel appartenant au groupe Stellantis, le Frontera III est produite en Slovaquie sur les mêmes lignes que la Citroën C3 Aircross.

## Caractéristiques techniques
L'Opel Frontera est basée sur la plateforme technique modulaire économique Smart Car du groupe Stellantis inaugurée par la 4e génération de Citroën C3 et la seconde de Citroën C3 Aircross dont la version européenne est une évolution de la version à bas coût de la Citroën C3 Aircross, fabriquée en Inde et au Brésil depuis 2023 pour les marchés émergents.

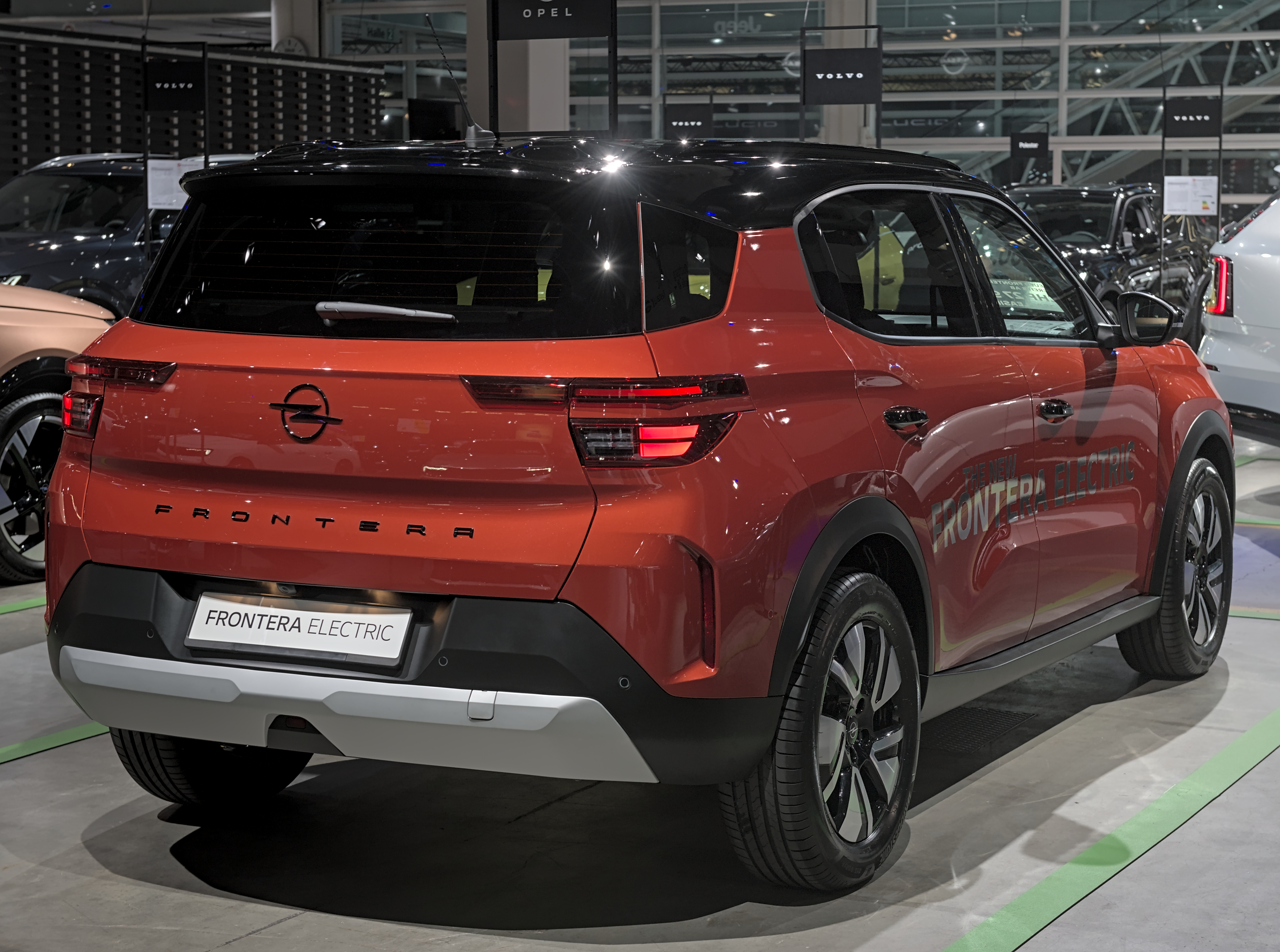
Vue de l'arrière
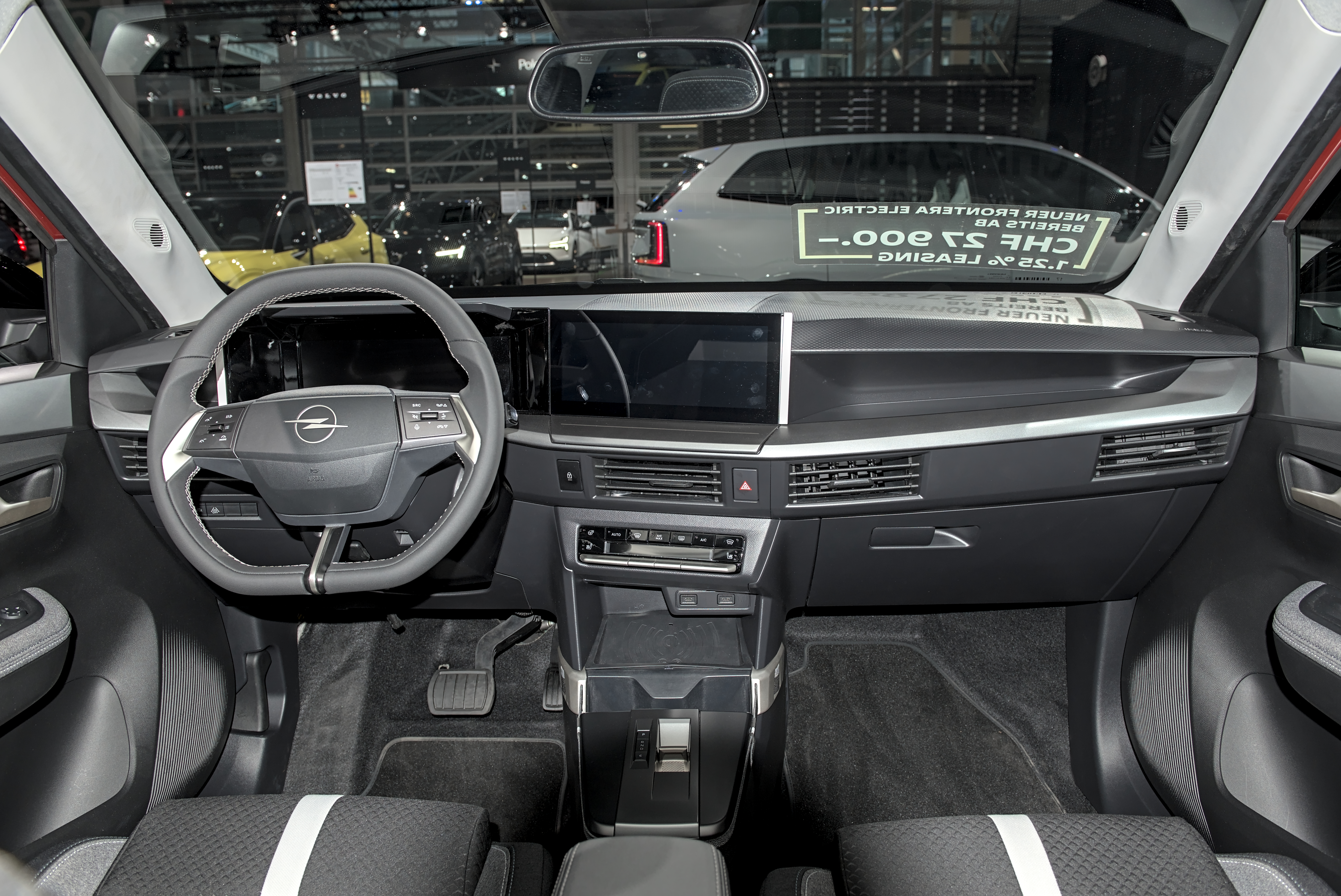
Intérieur